# Salutschtschja (Kamjanez-Podilskyj)
Salutschtschja (ukrainisch Залуччя; russisch Залучье Salutschje, polnisch Załucze) ist ein Dorf im Süden der ukrainischen Oblast Chmelnyzkyj mit etwa 00 Einwohnern (2001).

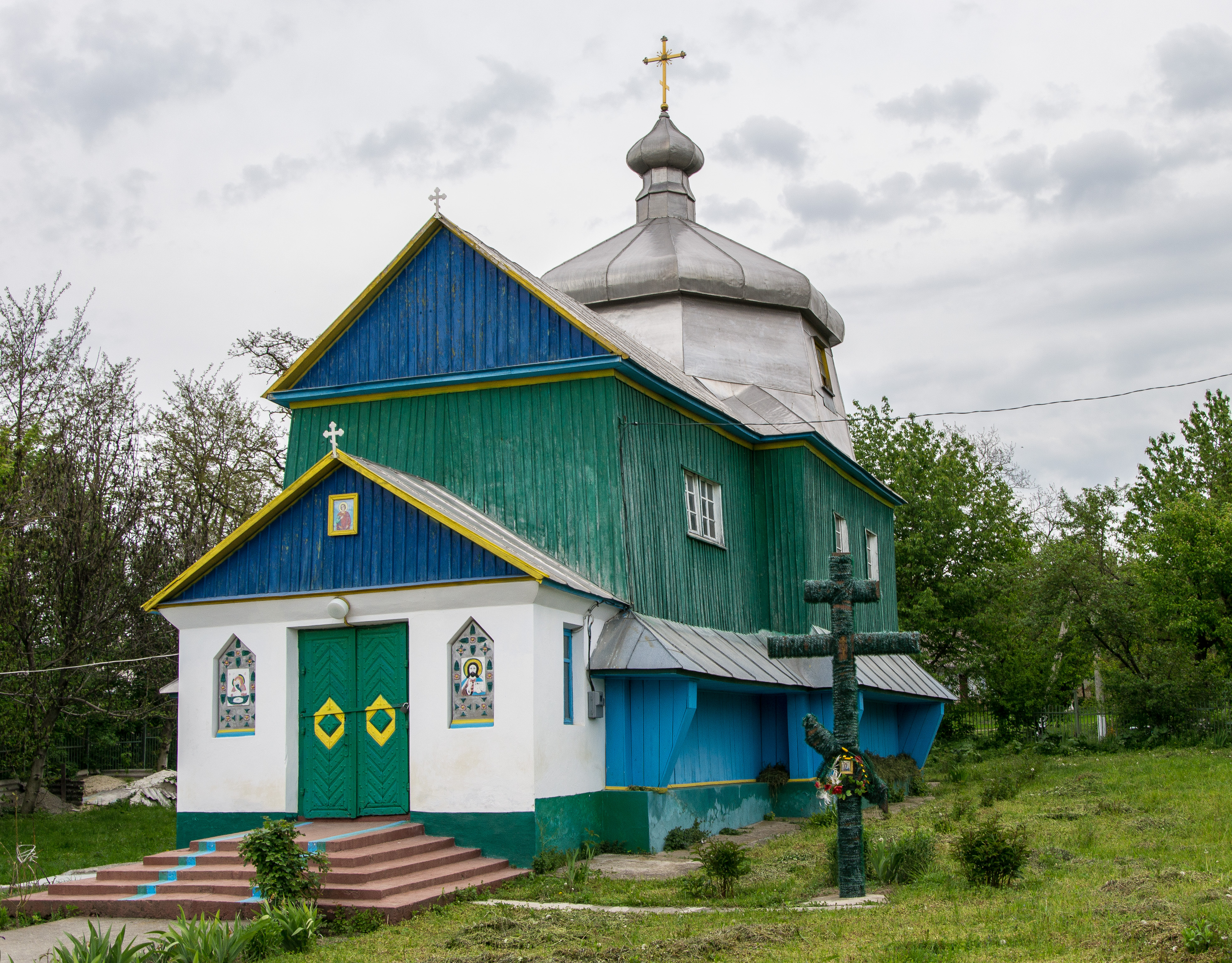
Denkmalgeschütztes Kirchengebäude im Dorf

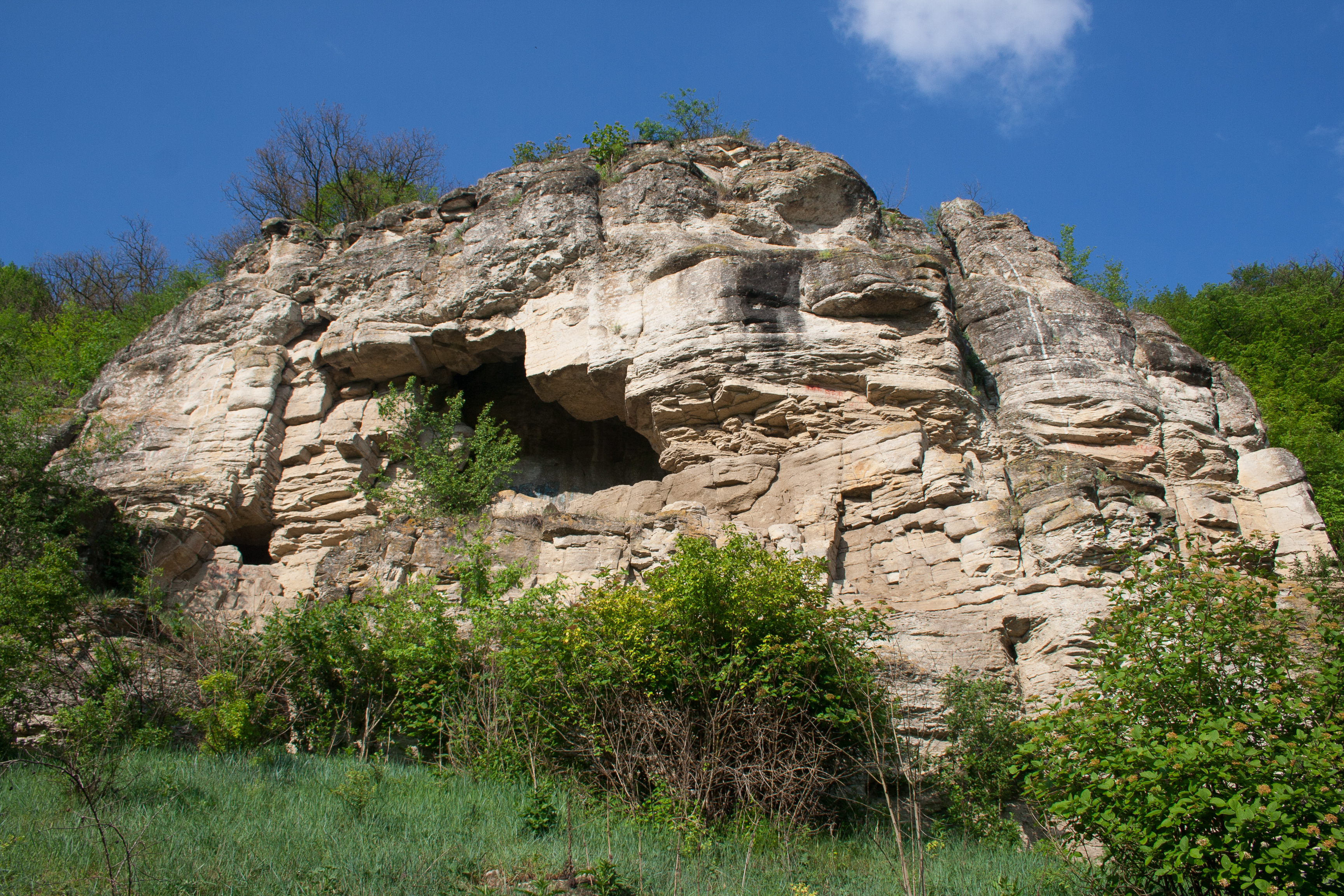
Eingang zur Salutschanska-Höhle

Die Ortschaft liegt im Nationalpark Podiler Towtry auf einer Höhe von 191 m am Ufer des Smotrytsch, einem 168 km langen, linken Nebenfluss des Dnister, 27 km südöstlich vom Gemeindezentrum Tschemeriwzi und 80 km südwestlich vom Oblastzentrum Chmelnyzkyj. Beim Dorf befindet sich die bekannte, 50 Meter lange Salutschtschja-Höhle (Залучанська печера).
Am 15. September 2016 wurde das Dorf ein Teil der neugegründeten Siedlungsgemeinde Tschemeriwzi, bis dahin bildete es zusammen mit dem Dorf Tschertsche die gleichnamige Landratsgemeinde Salutschtschja (Залучанська сільська рада/Salutschanska silska rada) im Südosten des Rajons Tschemeriwzi.
Am 17. Juli 2020 kam es im Zuge einer großen Rajonsreform zum Anschluss des Rajonsgebietes an den Rajon Kamjanez-Podilskyj.

## Geschichte
Das erstmals 1530 schriftlich erwähnte Dorf hieß ursprünglich Lutschynkiwzi (Лучинківці) und lag südwestlich des heutigen Dorfes am rechten Ufer des Smotrytsch. Nachdem die Tataren das Dorf zerstörten, baute man es am heutigen Platz mit gegenwärtigem Namen wieder auf. Im Dorf wurde 1738 die heute denkmalgeschützte St.-Demetrios-von-Thessaloniki-Holzkirche errichtet, die ursprünglich drei Kuppeln und einen steinerner Glockenturm besaß. Der gemauerte Abschnitt an der Westseite wurde 1872 angebaut.